# FreeOTFE

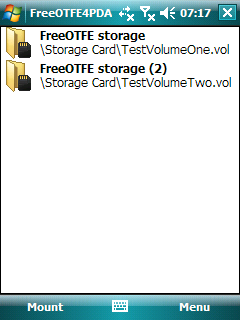
FreeOTFE4PDA

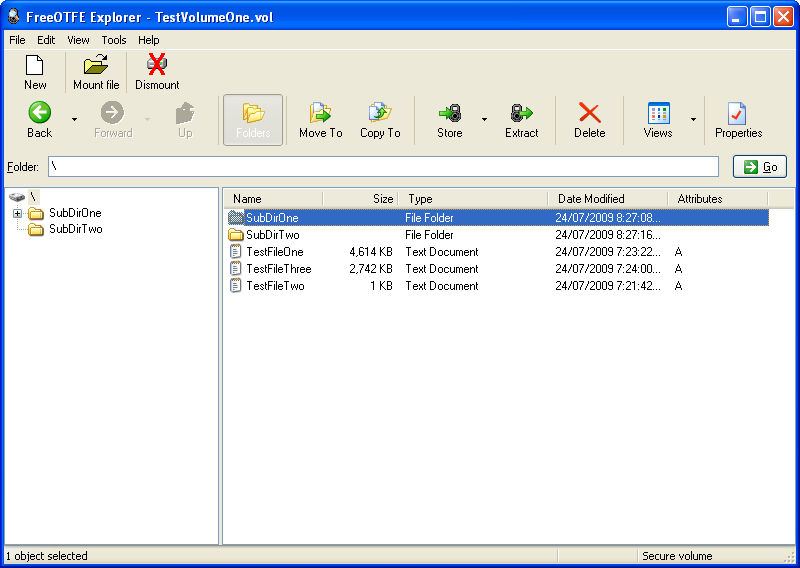
FreeOTFEExplorer

FreeOTFE – oprogramowanie open source (otwarte oprogramowanie) dla systemów Microsoft Windows 2000/XP/2003/Vista/Windows 7, Pocket PC/Windows Mobile, pozwala ona na budowanie wirtualnych dysków, na których wszystkie zapisywane pliki są szyfrowane (do szyfrowania plików, katalogów oraz całych dysków).
FreeOTFE potrafi szyfrować całe dyski lub pojedyncze partycje, tak iż tylko po wprowadzeniu hasła możliwy jest odczyt bądź zmiana danych znajdujących się na szyfrowanej partycji. Po wprowadzeniu hasła, którym zabezpieczyliśmy naszą partycję, możliwa jest normalna praca na danym dysku, tak jakby był to każdy inny dysk dostępny w systemie. Pozwala tworzyć wirtualne woluminy, pod które możemy podmontować zaszyfrowany system plików zapisany w pojedynczym pliku znajdującym się na nieszyfrowanym dysku, pamięci flash z interfejsem USB oraz na każdym innym napędzie widzianym w systemie.

## Używane algorytmy

### Szyfry
- AES
- Blowfish
- CAST5 / CAST6
- DES / 3DES
- MARS
- RC6
- Serpent
- Twofish

### Funkcje skrótu
- MD2
- MD4
- MD5
- RIPEMD-128
- RIPEMD-160
- RIPEMD-224
- RIPEMD-320
- SHA-1
- SHA-224
- SHA-256
- SHA-384
- SHA-512
- Tiger
- Whirlpool

Obecnie strona domowa projektu jest martwa, a na stronie SourceForge brak plików do pobrania (pliki wycofano w 2013 roku). Projekt wygląda na porzucony i niewspierany. Na Githubie istnieje fork projektu, nazwany "LibreCrypt"